# آلدو مارلی
آلدو مارلی (انگلیسی: Aldo Marelli; ۱۷ آوریل ۱۹۱۹ – ۸ ژوئن ۲۰۱۰ (۹۱ ساله)) بازیکن فوتبال اهل ایتالیا بود.
از باشگاه‌هایی که در آن بازی کرده‌است می‌توان به باشگاه فوتبال جنوآ، باشگاه فوتبال ارورا پرو پاتریا ۱۹۱۹، باشگاه فوتبال یوونتوس، و باشگاه فوتبال امپولی اشاره کرد.